# Puente cubierto de Nectar
El Puente cubierto de Nectar fue un puente cubierto de madera y metal que cruzaba el Locust Fork del río Black Warrior en el condado de Blount, Alabama, Estados Unidos. Estaba ubicado en Nectar Bridge Road, en la ruta estatal 160, justo al este de la ciudad de Nectar, a unas 14 millas (16 kilómetros) al noroeste de Oneonta. El puente cubierto de Nectar fue en un momento el séptimo puente cubierto más largo del país. El puente permaneció abierto al tráfico motorizado de un solo carril desde su construcción hasta que fue incendiado por vándalos el 13 de junio de 1993.

## Historia
Construido en 1934, el puente de 385 pies (117 metros) fue una construcción de celosía Town Lattice en cuatro vanos. Fue construido por un equipo dirigido por el capataz Zelma C. Tidwell sobre una amplia sección del Locust Fork. Fue el tercer puente cubierto más largo construido en el condado de Blount. En su momento, el Puente Cubierto de Nectar fue el séptimo puente cubierto más largo del país. El puente fue incendiado por vándalos el 13 de junio de 1993. Fue mantenido por la Comisión del Condado de Blount y el Departamento de Transporte de Alabama. El Puente Cubierto de Nectar fue incluido en el Registro Nacional de Lugares Históricos el 20 de agosto de 1981. 

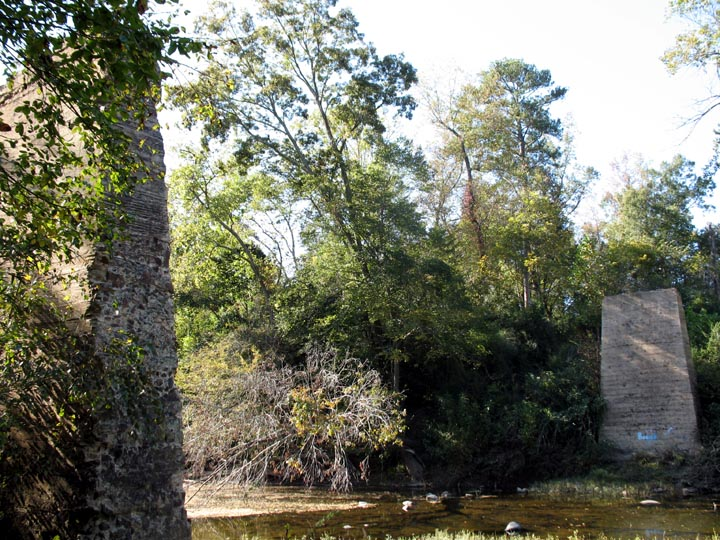
Dos muelles de piedra permanecen donde una vez estuvo el Puente Cubierto de Néctar. El puente se quemó en 1993.

El puente fue una vez un lugar de reunión de la comunidad y un sitio para grandes ceremonias de bautismo. Desde entonces, un puente de hormigón ha reemplazado al antiguo puente cubierto, pero los viejos pilares de piedra permanecen al otro lado del río al sur del cruce actual.

## Otras lecturas
- Prince, A. G. (1981). Alabama's Covered Bridges: Past and Present (Revised edición). Ensley: Best Printing Service.
- «01-05-04». Round Barns & Covered Bridges. Dale J. Travis. Consultado el 24 de diciembre de 2013.
- Stith, Mark J. (1997). «Tunnels in Time». Southern Living. ISSN 0038-4305. Consultado el 24 de septiembre de 2007.
- Artículo de noticias de The Birmingham News (17 de julio de 1972). Consultado el 30 de octubre de 2007.
- Departamento de Archivos e Historia de Alabama. Nectar CB: Créditos . Consultado el 30 de octubre de 2007.